# Міжнародний журнал психоаналізу
Міжнародний журнал психоаналізу (англ. The International Journal of Psychoanalysis)  — науковий журнал у галузі психоаналізу. Ідею створення журналу запропонував Ернест Джонс у листі до Зигмунда Фрейда від 7 грудня 1918 року. Сам журнал був заснований у 1920 році, і Джонс був редактором до 1939 року, — року смерті Фрейда. 
Міжнародний журнал психоаналізу включає Міжнародний огляд психоаналізу, заснований у 1974 році Джозефом Сендлером. Журнал публікував тексти Зиґмунда та Анни Фрейд, Карла Абрахама, Шандора Ференці, Мелані Кляйн, а потім поступово переважно британських чи американських аналітиків. У 1940-х роках і після вигнання багатьох психоаналітиків, які втекли від нацизму в напрямку Сполученого Королівства та Сполучених Штатів, він став офіційним журналом Міжнародної психоаналітичної асоціації. Ним керує Інститут психоаналізу. Протягом останніх 95 років Міжнародний журнал психоаналізу відіграє роль головного міжнародного засобу комунікації про психоаналіз, користуючись широкою міжнародною аудиторією з Європи, Близького Сходу, Африки, Азіатсько-Тихоокеанського регіону, Північної Америки та Латинської Америки. Серед колишніх редакторів Міжнародного журналу були Ернест Джонс, Джеймс Стрейчі, Джозеф Сендлер і Девід Такетт. Журнал поглинув The International Review of Psycho-Analysis, заснований у 1974 році Джозефом Сендлером. У 2005 році журнал мав близько 9000 передплатників.
У 2010-х роках Міжнародний журнал психоаналізу намагався сприяти діалогу між різними психоаналітичними культурами. Іспанське видання журналу було запущено в 2015 році. У 2013 році було відкрито сайт IJP-Open, який пропонує експертну оцінку та онлайн-дебати. Щороку статті з журналу попереднього року відбираються та перекладаються на вісім різних мов: французьку, іспанську, німецьку, італійську, португальську, російську, грецьку та турецьку, з проектом публікації щорічного тому китайською у 2017 році.